# Casa Martió
La Casa Martió és una obra de Gavet de la Conca (Pallars Jussà) inclosa a l'Inventari del Patrimoni Arquitectònic de Catalunya.

## Descripció
Habitatge unifamiliar en cantonera de planta baixa i pis. A la façana principal hi ha la porta d'entrada d'arc de mig punt adovellat, amb un relleu a la clau; la porta està tapiada i dintre s'obre una porta més petita rectangular i una finestra quadrangular. La resta d'obertures de la façana són rectangular i, una d'elles, té un balcó. La coberta és de teula àrab i els murs de pedra del país.